# Feuerschutz für Stoßtrupp Berta
Feuerschutz für Stoßtrupp Berta (Originaltitel: Retreat, Hell!) ist ein US-amerikanischer Kriegsfilm aus dem Jahr 1952 von Joseph H. Lewis mit Frank Lovejoy und Richard Carlson in den Hauptrollen. Der Film wurde von United States Pictures produziert und von Warner Bros. in den Verleih gebracht.

## Handlung
Für den Einsatz im Koreakrieg formen US-Militärs neue Einheiten. Der Weltkriegsveteran Captain Hansen wird zum Ausbildungslager Camp Pendleton abkommandiert. Als er mit seiner Frau Ruth und seinen beiden Töchtern im Camp ankommt, gesteht er, sich alt zu fühlen. Zu seinem Unmut erfährt er von Lieutenant Colonel Corbett, dass er die Kompanie B an der Front kommandieren soll, wo er seine Fähigkeiten als Elektroniker nicht einsetzen kann.
Am nächsten Tag beginnt das intensive Training in den umliegenden Hügeln. Der junge Jimmy McDermid, dessen einer Bruder schon in Korea kämpft und dessen anderer Bruder auf Iwo Jima gefallen ist, setzt alles daran, das Training als Bester zu bestehen. Nach mehreren Tagen voller harter Gefechtsübungen kehrt die Truppe ins Camp zurück. Die Offiziere können noch einen Abend mit ihren Familien verbringen, bevor die Soldaten am nächsten Tag nach Korea verschifft werden. Während der Überfahrten wächst in Corbett der Verdacht, dass auf Hansen kein Verlass sein werde.
Die Division wird bei der Landung in Incheon in schwere Kämpfe verwickelt. Jimmys Mut erhält einen Dämpfer, als der Kamerad direkt vor ihm getötet wird. Er lässt sich bis ans Ende seiner Truppe fallen und erreicht als Letzter das Lager. Er schämt sich über sein Verhalten so sehr, dass er nicht mit seinem Bruder, der in einer nahen Aufklärungseinheit dient, zusammentreffen will. Am nächsten Tag erreicht die Division Seoul. Bei den Häuserkämpfen wird sie von einem feindlichen Maschinengewehr niedergehalten. Jimmy erspäht den Schützen und kann ihn mit einer Handgranate ausschalten. Während einer Pause bemerkt Corbett, dass Hansen einen Brief von seiner Frau erhalten hat. Er bedauert, keine Familie zu haben, doch Hansen erklärt ihm, dass die Division seine Familie sei.
Während Corbett und Hansen im Hauptquartier neue Befehle erhalten, erfährt Jimmy, dass sein Bruder gefallen ist. Corbett erhält den Befehl, zurück bis zur mandschurischen Grenze vorzustoßen. Die Division kämpft sich ihren Weg frei, wobei sich besonders Jimmy als hervorragender Kämpfer hervortut. Corbett jedoch erkennt, dass der junge Soldat durch den Tod seines Bruders eine Art Kriegsfieber entwickelt. Um ihn zu schützen, lässt er Jimmy seinen verwundeten Fahrer ersetzen. Später wird Corbett klar, dass die Chinesen auf Seiten der Nordkoreaner in die Kämpfe eingegriffen haben.
Im Dezember erhält Corbett den Befehl, über eine Gebirgsstraße nach Norden bis zur Grenze zu ziehen. Da Jimmy der einzige überlebende Sohn der Familie ist, soll er heimgeschickt werden. Er bittet, den letzten Abend mit Freunden aus seiner Kompanie verbringen zu dürfen. Während der Nacht wird das Lager angegriffen. Corbett funkt um Hilfe, doch ein Entsatz und Nachschublieferung kann erst am Morgen bei Tageslicht erfolgen. Die Marines haben schon bald keine Munition mehr und bereiten sich vor, die Feinde mit Bajonetts im Nahkampf abzuwehren. Im letzten Augenblick erreicht ein Nachschubflug die Division, so dass die Männer aufmunitionieren können. Corbett erhält den Befehl, zurück zum Meer zu ziehen. Seine Männer glauben, dass es ein Rückzug wird, woraufhin Corbett erklärt, dass nur in eine andere Richtung vorgestoßen werde. Er verspricht, niemanden zurückzulassen.
Die Soldaten leiden unter dem Wintereinbruch. Hansen führt eine Gruppe Freiwillige in die Hügel, um Verwundete zu bergen. Unerwarteterweise erhält die Gruppe Unterstützung von britischen Marineinfanteristen. Man gerät jedoch in einen Hinterhalt und verliert den Kontakt zur Hauptgruppe. Auch die Hauptgruppe wird angegriffen und Corbett angeschossen. Als Corbett aus seiner Bewusstlosigkeit erwacht, erfährt er, dass es die Division zu einem Flugplatz geschafft hat, Hansons Truppe und die Briten jedoch immer noch verschollen sind. Corbetts Verzweiflung wächst, bis Hanson mit seiner Truppe, darunter Jimmy, und den Briten auftaucht. Erleichtert und zuversichtlich befiehlt Corbett den Abmarsch zum Meer.

## Hintergrund
Gedreht wurde der Film von Ende September bis Ende Oktober 1951 in Oceanside (Kalifornien) sowie im Marine Corps Base Camp Pendleton.
Im Abspann wird dem Verteidigungsministerium und dem US Marine Corps für ihre Unterstützung und der Bereitstellung von Archivaufnahmen gedankt.
Der Originaltitel Retreat, Hell! bezieht sich auf einen Ausspruch des Generals Oliver P. Smith, der deutlich machen wollte, dass der Versuch, während der Schlacht um den Changjin-Stausee durch die chinesischen Linien zu brechen, nicht mit einem Rückzug zu verwechseln sei. General Smiths Ausführungen wurden verkürzt zu dem bekannten Zitat: „Retreat, hell! We´re only attacking in a different direction!“ (= „Rückzug, zur Hölle damit! Wir greifen nur in eine andere Richtung an!“). Dieser Ausspruch ist an ein Zitat aus dem Ersten Weltkrieg von Captain Lloyd Williams während der Schlacht im Wald von Belleau angelehnt: „Retreat, hell! We just got here!“ (= „Rückzug, zur Hölle damit! Wir sind gerade erst angekommen!“)
Edward Carrere oblag die künstlerische Leitung. William Wallace war für das Szenenbild zuständig. Ellsworth Fredericks arbeitete als Kameraführer, Al Alleborn als Produktionsmanager.
Während Anita Louise ihre letzte Rolle in einem Kinofilm spielte, gab der spätere Regisseur Lamont Johnson sein Debüt als Schauspieler.

## Veröffentlichung
Die Premiere des Films fand am 19. Februar 1952 in New York statt. In der Bundesrepublik Deutschland kam er am 1. Mai 1959 in die Kinos.

## Kritiken
Das Lexikon des internationalen Films schrieb: „Ein Film im Dienst der Kriegs-Propaganda, der verlogene Kampfberichte und Wochenschau-Aufnahmen zusammenmontiert.“
Bosley Crowther von der The New York Times befand, der Film werde in der Ausdrucksweise und dem Geist harter Heldenhaftigkeit gespielt. Die einzelnen Szenen passen perfekt in die Spuren konventioneller Kriegsdramen, die sie seit dem Ersten Weltkrieg hinterlassen haben.
Die Variety beschrieb den Film als erstklassiges Kriegsdrama, der filmischen Hurra-Patriotismus mit spannender Action und effektiver Darstellung mische.
Jay Carmody merkte im Washington Star an, dass bei Regisseur Lewis nie ein logischer Grund fehle, den Film laut, hart und schnell zu machen.
Der Kritiker des TV Guide sah einen vernünftig unterhaltenden Film, der zwar mit üblichen Klischees gefüllt sei, dafür aber gute Actionszenen biete.